# Cawdor
Cawdor är en by i Highland i Skottland. Byn är belägen 20 km 
från Inverness. Orten har 1 045 invånare (2011).